# Geranium himalayense
Geranium himalayense es una especie botánica perteneciente a la familia de las geraniáceas.

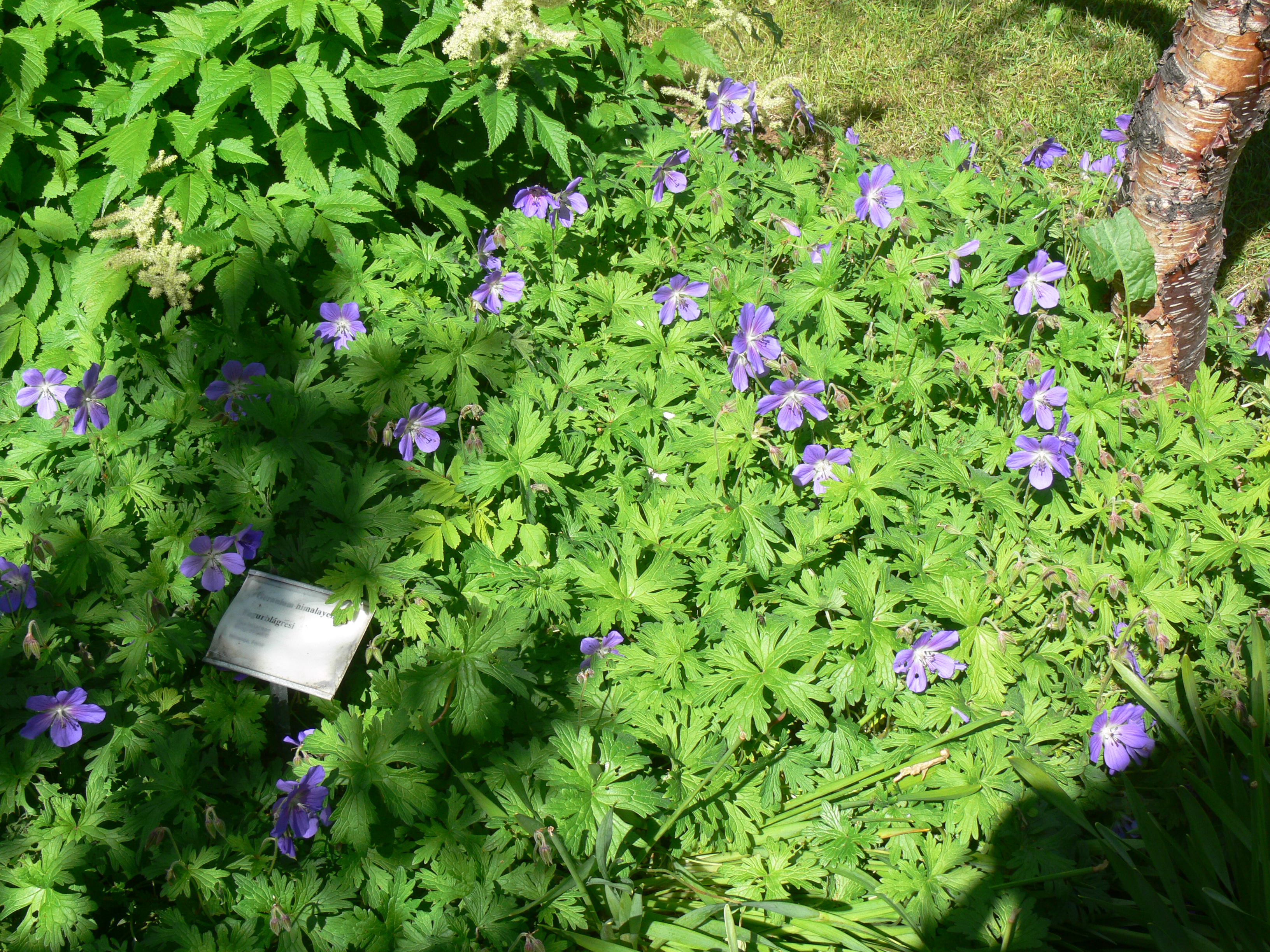
Vista de la planta

## Hábitat
Es una planta herbácea nativa desde la India a Rusia pasando por el oeste de China, y se cultiva en jardín. Tiene un extenso hábitat, y flores de color violeta-azul. Las hojas son profundamente divididas

## Taxonomía
Geranium himalayense fue descrita por Carlos Linneo y publicado en Die Botanischen Ergebnisse der Reise Seiner Königl. Hoheit des Prinzen Waldemar von Preussen 122, pl. 16. 1862.
Etimología
Geranium: nombre genérico que deriva del griego:  geranion, que significa "grulla", aludiendo a la apariencia del fruto, que recuerda al pico de esta ave.
himalayense: epíteto geográfico que alude a su localización en el Himalaya.
Sinonimia
- Geranium collinum forma intermedia Kom.
- Geranium grandiflorum Edgew.
- Geranium meeboldii Briq.[5]